# Hùng (họ)
Hùng là một họ của người châu Á. Họ này có mặt ở Việt Nam và Trung Quốc (chữ Hán: 熊, Bính âm: Xiong). Tại Trung Quốc họ này được coi là một trong các họ cổ nhất của người Trung Quốc vì theo truyền thuyết những người họ Hùng là hậu duệ trực tiếp của Hoàng Đế, vị vua thời cổ đại của Trung Quốc. Trong danh sách Bách gia tính họ Hùng đứng thứ 121, về mức độ phổ biến họ này xếp thứ 72 ở Trung Quốc theo thống kê năm 2006.

## Người Trung Quốc họ Hùng
- Các vua nước Sở thời Xuân Thu - Chiến Quốc như Sở Trang Vương (Hùng Lữ), Sở Hoài Vương (Hùng Hòe)
- Hùng Đinh Bật, đại tướng cuối đời nhà Minh
- Hùng Thập Lực, nhà triết học Trung Quốc nửa đầu thế kỷ XX
- Hùng Khánh Lai, nhà toán học Trung Quốc nửa đầu thế kỷ XX
- Hùng Nghê, vận động viên lặn Trung Quốc từng giành 3 huy chương vàng Olympic
- Hùng Nãi Cẩn, diễn viên Trung Quốc
- Hùng Ba, nhà ngoại giao, đại sứ Trung Quốc tại Việt Nam đương nhiệm.

## Người họ Hùng khác
- Alex Yoong (chữ Hán: 熊龙, Hán Việt: Hùng Long), tay đua Công thức 1 người Malaysia